# 아무르주
아무르주(/əˈmʊər ˈɒblæst/)는 러시아 극동의 아무르강과 제야강에 위치한 러시아의 연방주체 (주)이다. 주는 남쪽으로 중화인민공화국의 헤이룽장성과 접해 있다.
블라고베쎈스크의 도시인 주의 행정중심은 1856년에 설립된 극동 지역에서 가장 오래된 정착지 중 하나이다. 이곳은 전통적인 무역 중심지이자 금광의 자원지이다. 이 지역은 시베리아 횡단 철도와 바이칼-아무르 철도의 두 철도가 접근한다. 2021년 인구 조사 기준으로 인구는 766,912명이었다.

## 이름
아무르 변경주(러시아어: Аму́рский край) 또는 프리아무례(러시아어: Приаму́рье)라고도 하는데 러시아 제국 후기에서 사용된 아무르강에 의한 러시아 영토의 비공식 명칭은 대략 현재 지금의 아무르주에 해당한다.

## 역사
예전에는 청나라 및 중화민국의 강동육십사둔에 속한 지역이었지만 러시아 제국과 1858년에 아이훈 조약을 체결하면서 러시아 제국의 영토가 된 이후 러시아의 행정 구역으로 남았다.

## 지리

### 시간대
아무르주는 야쿠츠크 시간 (YAKT)에 놓여 있다. 협정 세계시의 시차는 +10:00 (YAKT)이다.

## 주민
대부분이 러시아인이다. 약간의 예벤키인, 오로치인, 길랴크인과 중국인이 거주하고 있다.
| 연도                | 인구      | ±%      |
| ------------------- | --------- | ------- |
| 1897                | 118,570   | —       |
| 1926                | 412,200   | +247.6% |
| 1939                | 634,000   | +53.8%  |
| 1959                | 717,514   | +13.2%  |
| 1970                | 793,449   | +10.6%  |
| 1979                | 937,389   | +18.1%  |
| 1989                | 1,057,781 | +12.8%  |
| 2002                | 902,844   | −14.6%  |
| 2010                | 830,103   | −8.1%   |
| 2021                | 766,912   | −7.6%   |
| Source: Census data |           |         |

인구: 766,912 (2021년 인구 조사); 830,103 (2010년 인구 조사); 902,844 (2002년 인구 조사); 1,057,781 (1989년 인구 조사).

## 행정 구역

### 도시
- 블라고베셴스크
- 벨로고르스크
- 라이치힌스크
- 시마놉스크
- 스보보드니
- 틴다
- 제야

### 군
- 아르하린스키군
- 벨로고르스키군
- 블라고베시첸스키군
- 부레이스키군
- 이바놉스키군
- 콘스탄티놉스키군
- 마그다가친스키군
- 마자놉스키군
- 미하일롭스키군
- 옥탸브리스키군
- 롬넨스키군
- 셀렘진스키군
- 세리솁스키군
- 시마놉스키군
- 스코보로딘스키군
- 스보보드넨스키군
- 탐봅스키군
- 틴딘스키군
- 자비틴스키군
- 제이스키군